# سنجابيات
السنجاب (الجمع:سَناجيب) هو حيوان من القوارض ينتمي إلى فصيلة السنجابيات (الاسم العلمي: Sciuridae)، يعيش غالبا على الأشجار، وله ذيل كثيف وكبير، له عينان سوداوان واسعتان، وأذنان مستديرتان. وأغلب أنواعه حيوانات رشيقة، ذات ذيول كثة الشعر وطويلة. إلا أنّ العديد من أنواع السناجيب لا تتسلّق الأشجار، ولها ذيولٌ قصيرةٌ ؛ وتُسمّى هذه الأخيرة سناجيب الأرض، وتشمل كلاً من الصَّيْدنانيّ، والمرْمُوط، وكلاب البراري. السناجيب موجودة في قارة آسيا وأوروبا وأمريكا. كما توجد في أفريقيا لكن بسلالات مختلفة. ويتغذى على الجوز والبندق والبلوط والفواكه، كما يأكل بيوض الأعشاش وفراخ الطيور. وهو فريسة للطيور الجارحة والأفاعي والثعالب. 
من الصفات التي تشتهر بها بعض أنواع السناجيب، جمعها لأنواع المكسرات والجوز، وتخزينها لفصل الشتاء داخل الأشجار أو عن طريق دفنها في الأرض. وقد أظهرت الأبحاث أن للسناجيب ذاكرة قوية لمكان حفظ المكسرات والجوز.
تتكون فصيلة السنجابيات من 51 جنس وحوالي 270 إلى 280 نوع إجمالاً إذ ان التصنيف مازال جاريا. تنتشرهذه الحيوانات في جميع أنحاء العالم، إلا في أستراليا، وغينيا الجديدة، ومدغشقر والقارة القطبية الجنوبية.

## مساكن السناجيب
تعيش السناجيب في فتحات الأشجار؛ إلا أنّها تبني لنفسها أعشاشًا خاصة من الأغصان المغطاة بالأوراق. وتبني السناجيب في نصف الكرة الشمالي، أعشاشًا قوية مخصصة للشتاء. ويتم بناء هذه الأعشاش بأوراق الشجر الجافة وبقايا قلف الأشجار صغيرة الحجم. وقد تستخدم في بنائها ـ بعض الأحيان ـ الحزاز، والحشائش الجافة. وبهذا تصبح البنية الكُلية للعش دافئة ومقاومة لعوامل الطقس. وربّما استخدمت مجموعة من السناجيب عشًّا واحدًا في فصل الشتاء؛ أما في الصيف، فقد تقوم بعمل عشّ مؤقّت، يتكون فقط من كوم متناثر من أغصان وأوراق الشجر. وتعيش السناجيب في كلّ أنحاء العالم ماعدا مناطق أستراليا، ومدغشقر، والجزء الجنوبي من أمريكا الجنوبية. ولعلّ أصغر أنواع السناجيب السنجاب الإفريقي القزم، الذي يوجد في غرب إفريقيا، ويزن ما يقرب من 15 جرامًا، ويصل طوله إلى 8 سم وله ذيل طوله 5 سم. بينما تضمّ السناجيب الآسيوية العملاقة أضخم أنواع السناجيب؛ إذ يبلغ طول الواحد منها 85 سم، بما في ذلك الذيل.

## السلوك

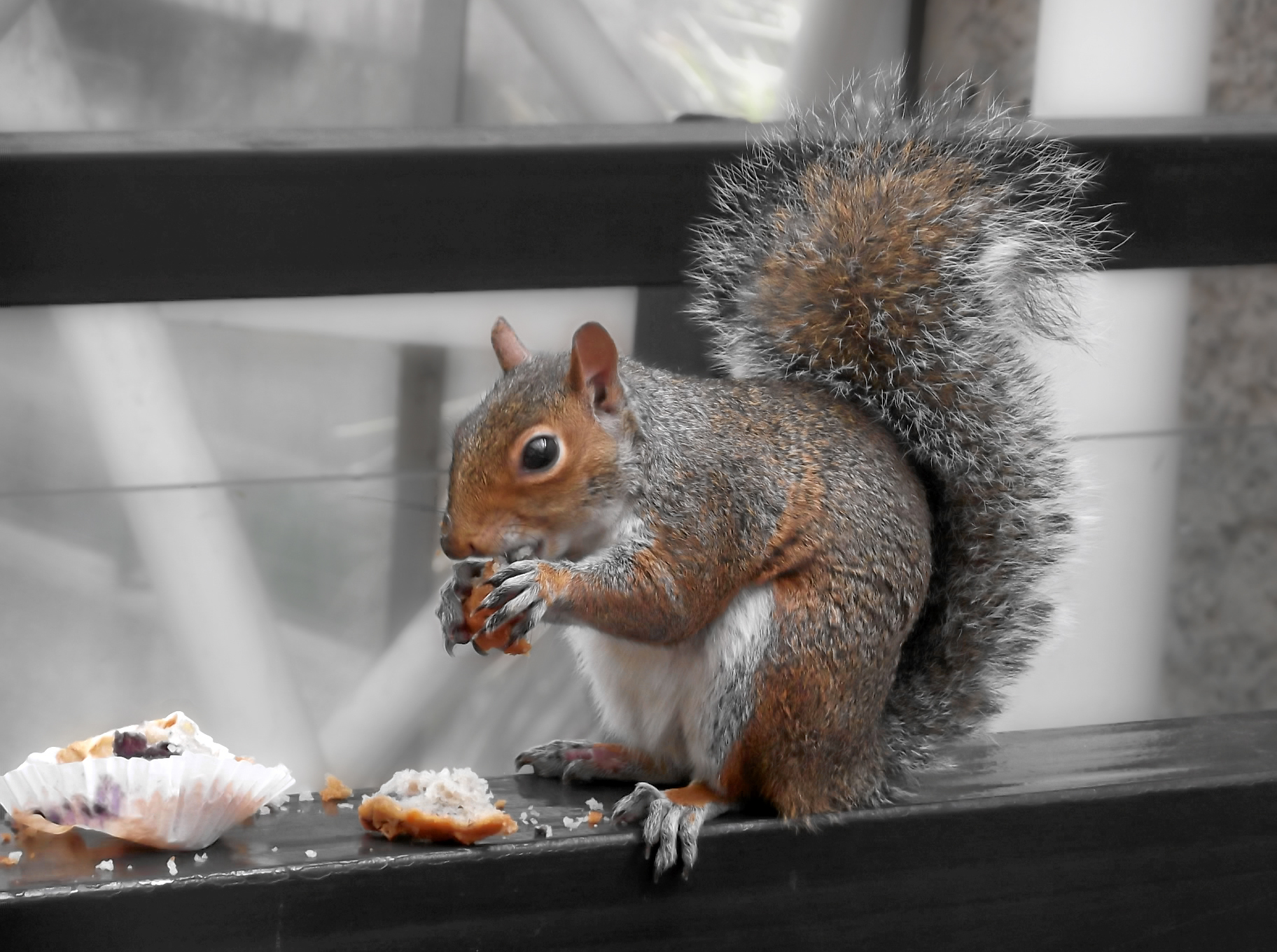
سنجاب رمادي شرقي في باربيكان سنتر بلندن يأكل الحلوى.

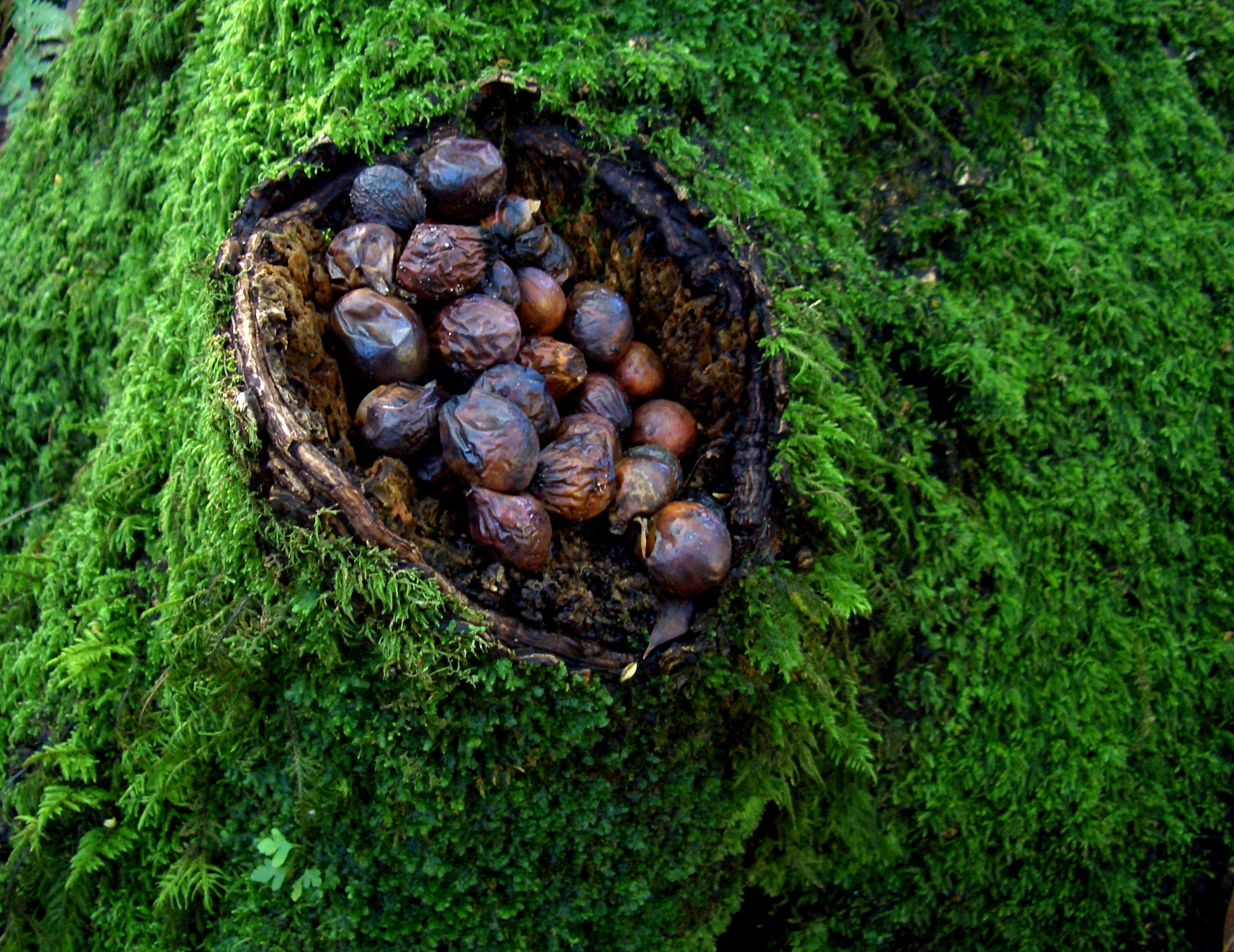
أحد مخازن غذاء السنجاب.

سناجب الأشجار حيوانات شديدة الحذر ونشطة ويزيد نشاطها بصورة رئيسية أثناء ساعات النهار، على النقيض من أغلب القوارض الأخرى. وهي كذلك شديدة الإزعاج ويعنّف بعضها بعضًا بصرخات عالية، وصفير، وأصوات مزعجة. وترتبط هذه المظاهر السلوكية ـ في الغالب ـ بالدفاع عن المنطقة أو عن مصادر الطعام. ولهذه السناجب مخالب قوية وحادّة، ومفاصل كل من المعصم والكاحل مرنة إلى درجة كبيرة وبإمكانها أن تمشي متعلقة بأسفل أغصان الأشجار بغية الوصول إلى الطعام، كما تنزل من على جذع الشجرة مسرعة في الجري، وتقفز من غصن لآخر مستخدمة ذيلها الكث في حفظ توازنها.
في الشتاء في أوروبا وهو وقت المعاشرة يدخل الذكر إلى منطقة الأنثى - حيث يعيش كل منهما في العادة منفردا - ويقفز أمامها ويرقص في حركات بهلوانية لإغرائها. ويستغرق هذا الرقص والقفز عدة أيام إلى أن توافق الأنثى على المعاشرة. ويبقى الزوجان سويا عدة أسابيع، وبعد 38 يوم يحين وقت الوضع فتقوم الأنثى بطرد الذكر ولا تسمح له بالبقاء في منطقتها . وتضع الأنثى بين صغيرين إلى سبعة صغار ويولدون مقفولي العينين إلى فترة .
يتميز حيوان السنجاب بقدرة على التخطيط وجمع الغذاء وتخزينه ويؤدي ذلك بنشاط . يجمع الفرد منهم ما يقرب إلى 2000 من البندق و مخروطات الصنوبر ويقوم بتخبئتها في نحو 100 مخزن . وتقوم الأم بتربية الصغار حتى يصلوا إلى سن عشرة أسابيع . وعندما يأتي الربيع تكون على استعداد للحمل مرة ثانية . وطبيعيا أن لا تعثر الأم على جميع مخابئ تخزينها الغذاء، ولكن في الربيع يسعفها ظهور النباتات الجديدة .

## موضوعات متعلقة
- فأر
- جرذ
- مرموط

## وصلات خارجية
- السنجاب من الموسوعة العربية العالمية